# Ровно
Ровно (укр. Рівне, рус. Ровно, пољ. Równe) град је у Украјини у Ривањској области. Према процени из 2012. у граду је живело 250.174 становника.
Ровно је од 1941. до 1944. било седиште Рајхскомесаријата Украјине, административне територије формиране од стране Нацистичке Немачке у току Другог светског рата.

## Познати људи
Јарослав Јевдокимов - Ровно, СССР, 22. новембар 1946, народни је уметник Белорусије и заслужни уметник Руске Федерације.

## Становништво
Према процени, у граду је 2012. живело 250.174 становника.
| 1979.   | 1989.   | 2001.   | 2012.   |
| ------- | ------- | ------- | ------- |
| 178.956 | 227.925 | 248.813 | 250.174 |

## Партнерски градови
- Лублин
- Звољен
- Пјотрков Трибуналски
- Забже
- Видин
- Северодоњецк
- Обервихтах